# Hugh Griffiths, Baron Griffiths
William Hugh Griffiths, Baron Griffiths, PC, QC, MC (* 26. September 1923 in Marylebone, London; † 30. Mai 2015) war ein britischer Richter und Rechtsanwalt.

## Leben und Wirken
Er war ein Sohn von Sir Hugh Griffiths und ging auf die Charterhouse School in Godalming in Surrey und das St. John’s College in Cambridge. Während des Zweiten Weltkriegs diente er bei den Welsh Guards und erhielt 1944 ein Military Cross. Griffiths wurde 1949 über Inner Temple in die britische Anwaltskammer aufgenommen und wurde 1964 ein Queen’s Counsel. Von 1962 bis 1964 war er ein Stadtrichter in Margate und von 1964 bis 1970 in Cambridge. Im Jahr 1971 wurde Griffiths zum Knight Bachelor geschlagen und wurde Judge of the High Court of Justice, Queen’s Bench Division, eine Funktion, die er bis 1980 innehatte.
Von 1980 bis 1985 war er Lord Justice of Appeal, and von 1985 bis 1993 Lord of Appeal in Ordinary. Darüber hinaus wurde er Life Peer mit dem Titel Baron Griffiths, of Govilon, in the County of Gwent.
Griffiths war dreimal verheiratet: Zuerst 1949 mit Evelyn Krefting. Mit ihr hatte er vier Kinder, drei Töchter und einen Sohn. Nach deren Tod heiratete er in zweiter Ehe am 22. Januar 2000 Heather Renwick Brigstocke, die frühere Rektorin von St Paul’s Girls’ School. Sie waren eins der wenigen Ehepaare, bei denen beide einen Titel in eigenem Recht hielten. Sie kam 2004 bei einem Autounfall ums Leben. Im Juli 2009 heiratete er in dritter Ehe Greta Fenston, die Witwe von Felix Fenston, eine Immobilieninvestorin  und eine der reichsten Frauen Großbritanniens.
Er hat die seltene Ehre sowohl Präsident des Marylebone Cricket Clubs und Captain des Royal and Ancient Golf Clubs zu sein. An der Cambridge University, gewann Hugh Griffiths 1946, 1947 und 1948 Blues im Cricket und erzielte dabei 1946 ein Ergebnis von 6 für 129 gegen Lancashire. Er nahm auch achtmal in der County Championship für den Glamorgan County Cricket Club teil und erzielte 1946 bei seinem Debüt ein 4 für 61 gegen Surrey.